# District de Macun
Pour les articles homonymes, voir Macun.
Le district de Macun (马村区 ; pinyin : Mǎcūn Qū) est une subdivision administrative de la province du Henan en Chine. Il est placé sous la juridiction de la ville-préfecture de Jiaozuo.